# Cebrones del Río
Cebrones del Río – gmina w Hiszpanii, w prowincji León, w Kastylii i León, o powierzchni 21,21 km². W 2011 roku gmina liczyła 546 mieszkańców.